# 위대정맥
위대정맥(superior vena cava, SVC) 또는 상대정맥(上大靜脈)은 산소가 적은 혈액을 체순환에서 심장의 우심방으로 되돌려 보내는 대정맥 줄기로, 두 개의 대정맥 중 위쪽에 위치한 정맥이다. 직경은 24mm 정도로 크며 길이는 짧다. 가로막보다 위쪽의 상반신에서 정맥혈을 받는다. 가로막 아래의 하반신에서 환류하는 정맥혈은 아래대정맥을 통해 흐른다. 위대정맥은 가슴세로칸의 앞쪽, 오른쪽, 위쪽에 위치한다. 중심 정맥 카테터나 말초 삽입 중심 카테터 등을 삽입할 때 접근하는 전형적인 부위이다.

## 구조
위대정맥은 오른쪽 첫째 갈비연골의 아래쪽 경계 뒤에서 상지, 눈, 목에서 혈액을 받는 왼쪽 및 오른쪽 팔머리정맥이 합쳐지면서 형성된다. 형성된 위대정맥은 첫 번째 갈비사이공간 뒤에서 수직으로 아래쪽으로 주행하고, 오른쪽 둘째 갈비연골 반대편의 섬유성 심낭을 관통하기 직전에 홀정맥이 위대정맥으로 합류한다. 그보다 밑쪽은 심낭 안이다. 그러고 나서 우심방에 위치한 대정맥굴의 위뒤쪽 부분, 즉 심장의 오른쪽, 위쪽, 앞쪽 부분에서 끝난다. 다른 동물에서는 'cranial vena cava'라고도 부른다. 우심방에서 위대정맥을 나누는 판막은 존재하지 않는다.
위대정맥은 가장 안쪽의 내피 혈관속막에서 시작하여 3개의 층으로 구성된다. 중간층은 평활근 조직으로 구성된 혈관중간막이고, 바깥쪽의 가장 두꺼운 층은 유연성을 허용하는 콜라겐과 탄성 있는 결합 조직으로 구성된 혈관바깥막이다. 혈관바깥막은 다시 3개의 영역으로 구성되어 있으며 이 중 중간 영역은 평활근 섬유가 거의 없다. 아래대정맥의 같은 영역에서 발견되는 평활근의 세로 방향 다발과 구별된다.

### 해부학적 변이
가장 흔한 해부학적 변이는 지속적인 왼쪽 위대정맥이다. 지속적인 왼쪽 위대정맥이 있는 사람에서 오른쪽의 위대정맥은 정상이거나, 작거나, 아예 없을 수 있으며, 앞교통정맥이 있거나 없을 수 있다. 이 변이는 일반 인구의 0.5% 미만에서 나타나지만 선천성 심장병 환자의 경우 최대 10%에서 나타난다.

## 임상적 중요성
위대정맥 폐쇄는 일반적으로 폐암, 전이성 암, 림프종과 같은 암에서 위대정맥의 부분적, 또는 완전한 폐쇄로 나타난다. 위대정맥이 폐쇄되면 혈액이 제대로 이동하지 못하므로 머리와 목의 정맥 확장을 유발할 수 있으며 호흡곤란, 기침, 흉통, 연하곤란 등이 증상으로 나타날 수 있다. 펨버튼 징후는 양성일 수 있다. 위대정맥 폐쇄를 유발하는 종양은 효과를 줄이기 위해 화학요법, 방사선 요법으로 치료할 수 있으며 코르티코스테로이드도 투여할 수 있다.
삼첨판이 역류하면 이러한 맥동은 매우 강하게 나타난다. 
우심방에서 위대정맥을 나누는 판막은 없다. 그 결과 우심방과 우심실이 수축하는 것은 속목정맥으로 전달되고 목빗근을 통해 목정맥압으로서 나타난다.

## 추가 이미지

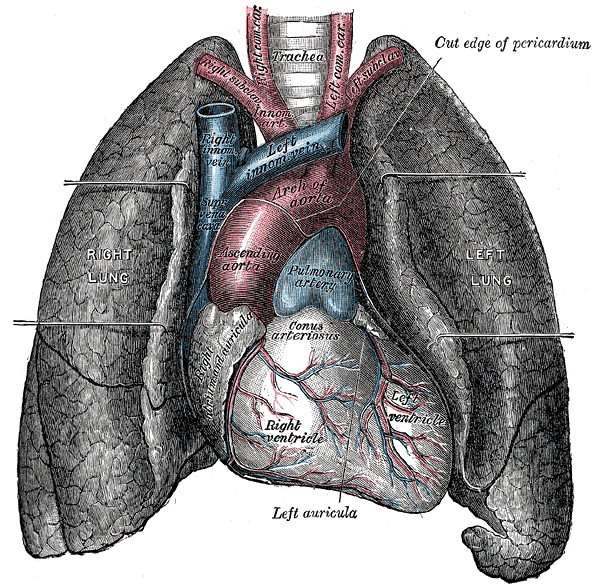
정면에서 본 가슴. 심장과 폐 사이의 대정맥이 보인다.
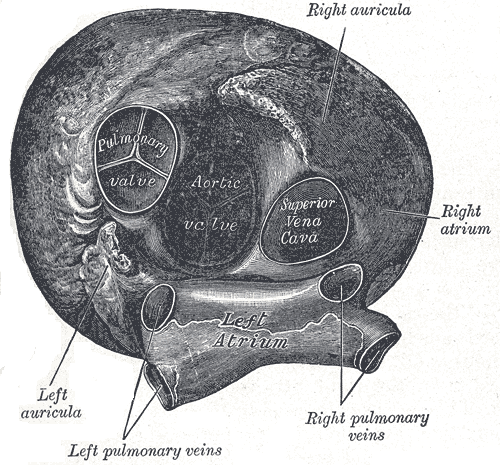
위에서 본 심장. 판막이 없는 위대정맥 입구가 오른쪽에 보인다.
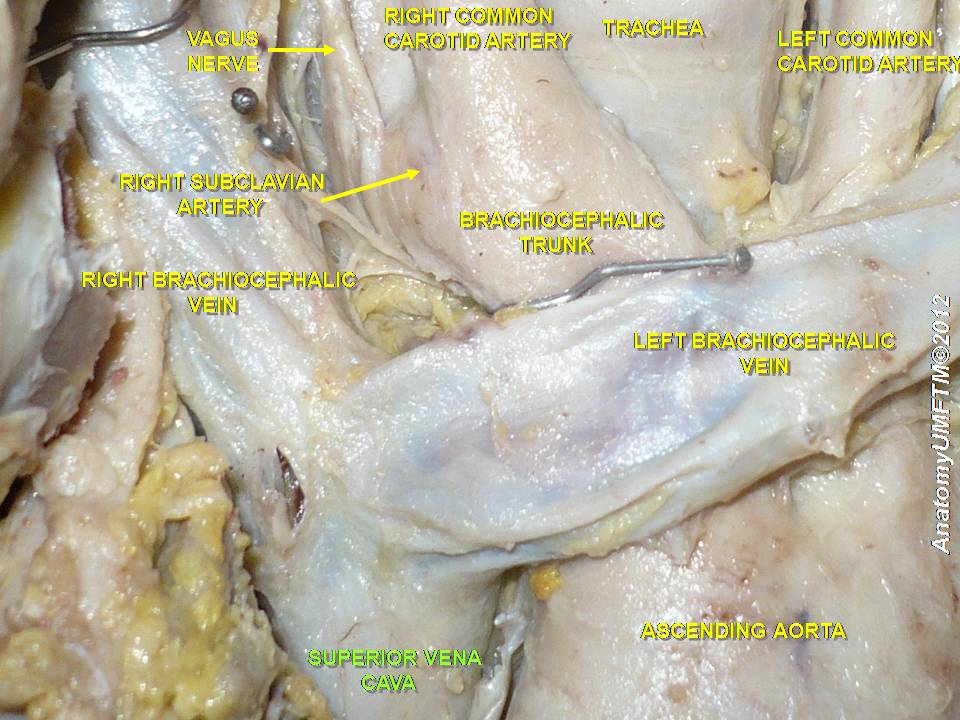
카데바 표본의 위대정맥.
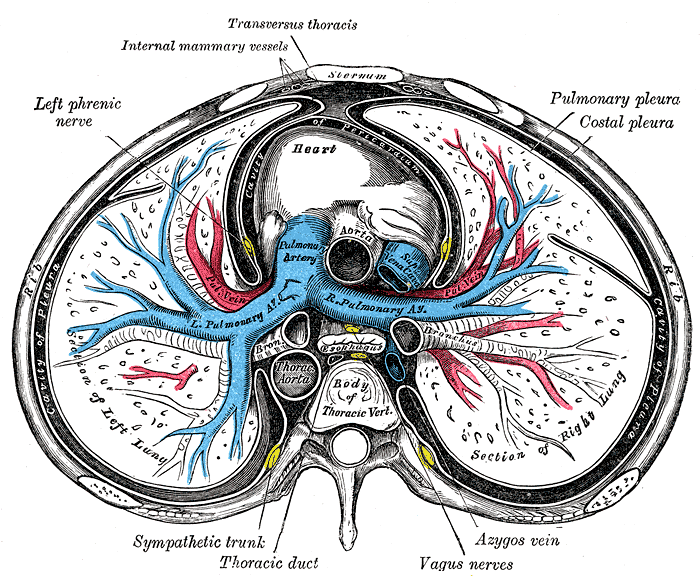
위대정맥의 위치를 보여주는 가슴의 횡단면.

## 같이 보기
- 상대정맥 증후군
- 아래대정맥